# Большое Доброво
 Большое Доброво  — деревня в Шарангском районе Нижегородской области в составе  Роженцовского сельсовета .

## География
Расположена на расстоянии примерно 13 км на юг-юго-запад по прямой от районного центра поселка Шаранга.

## История
Деревня основана в 1860-1870-годы выходцами из деревни Королево Яранского уезда. Упоминается с 1891 года как починок Добрый, в 1905 (Больше-Добровский) дворов 17 и жителей 105, в 1926 (уже деревня Большое Доброво) 18 и 98, в 1950 15 и 50.

## Население
Постоянное население составляло 30 человека (русские 100%) в 2002 году, 30 в 2010.